# Конгресс русских американцев

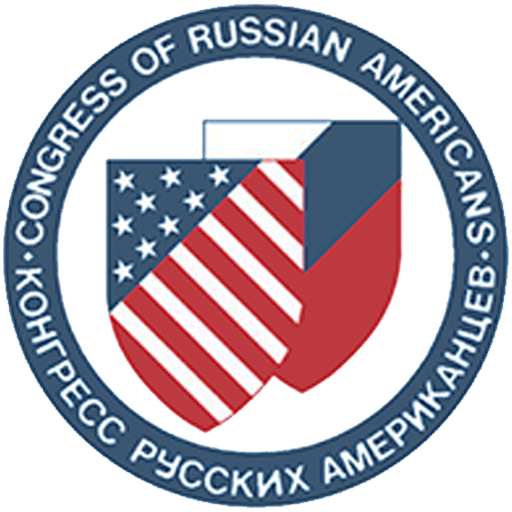

Конгресс русских американцев — общественная организация США, объединяет американских граждан русского происхождения, отрицающих коммунистическую идеологию. Большинство членов организации являются православными верующими и отрицают какой-либо антагонизм между людьми: расовый, национальный, этнический или религиозный. Конгресс русских американцев имеет отделения во многих штатах и возглавляется Национальным советом директоров. Ежегодно 7 ноября конгресс русских американцев торжественно отмечает День памяти жертв коммунизма. Конгресс русских американцев был основан в 1973 году, одним из его основателей стал П. Н. Будзилович. В советский период Конгресс русских американцев был активно вовлечен в борьбу за права человека в СССР, выступал в защиту диссидентов, оказывал материальную помощь организациям и отдельным лицам, подвергавшимся преследованиям.

## Создание организации
Летом 1971 года президент США Р. Никсон прочитал доклад о положении и деятельности этнических меньшинств в США. В нём говорилось о 32 этнических группах. Никсон воскликнул: «А где же русские?». Русские в докладе не упоминались, так как единой организации американцев русского происхождения тогда не было. После этого из Белого дома позвонили профессору-геологу и антикоммунистическому активисту Е.А. Александрову и сообщили, что президент заинтересован в создании такой организации. В результате в 1973 году был создан Конгресс русских американцев.

## Цели организации
- Сохранение русского духовного и культурного наследия в США.
- Защита прав русских американцев и поощрение их активного участия в общественной и культурной жизни США.
- Помощь христианам и борцам за права человека, подвергающимся гонениям в новых независимых государствах бывшего Советского Союза.
- Борьба с таким пережитком «холодной войны», как русофобия, и восстановление дружеских отношений между американским и русским народами.
- Помощь русскому народу в духовном возрождении, которое приведет к оживлению экономики, основанной на частной собственности на землю, частном предпринимательстве и свободной конкуренции.

## Деятельность
Как указано на официальном сайте, организация использует в своей работе такие методы:
- Налаживание деловых связей с представителями власти на местах;
- Вовлекает русских американцев участвовать в жизни США;
- Когда в этом возникает необходимость, сообщает о взглядах организации американской и российской общественности и правительству;
- Сотрудничает с другими русско-американскими и этническими организациями;
- Разрабатывает программы гуманитарной помощи России.
- Занимается издательством и распространением прессы для контактов с общественностью и должностными лицами.

В 1978 году был организован Русско-Американский зал Славы, где чествуют русских эмигрантов, которые внесли вклад в американскую науку. В числе почётных эмигрантов — Владимир Зворыкин, Василий Леонтьев, Александра Толстая, Мстислав Ростропович, Евгений Александров, геолог, Виктор Петров, Елена Федукович, почётный член Американской академии офтальмологии, Михаил Вербов, художник, Александра Данилова.
Также в Конгрессе празднуют 7 ноября как День памяти жертв коммунизма.
Организация работает на добровольных началах, участники не получают оплату, за исключением работников в штаб-квартире в Сан-Франциско. Финансирование организации состоит из членских взносов и добровольных пожертвований.

## Заявления Конгресса
Президентом организации является Наталья Сабельник. В 2015 году представители Конгресса принимали участие во Всемирной конференции соотечественников в Москве, где Наталья Сабельник сообщила, что Кремль интересуется их движением и полностью поддерживает. В 2018 году Конгресс опубликовал открытое письмо к Дональду Трампу, где просил прекратить холодную войну между американцами и русскими. Однако в среде русских американцев есть и представители другой точки зрения, категорически не согласные с политикой России. Они также опубликовали ответное письмо и петицию со сбором подписей. Но основные цели Конгресса, созданного 45 лет назад — противодействие русофобии.

## Офис
Конгресс имеет офис в Вашингтоне и штаб-квартиру в Сан-Франциско.